# Centraal Museum
Centraal Museum to muzeum w Utrechcie, mające w swych zbiorach sztukę dawną, sztukę nowoczesną, sztukę użytkową, modę i zabytki z historii miasta Utrecht.

## Historia

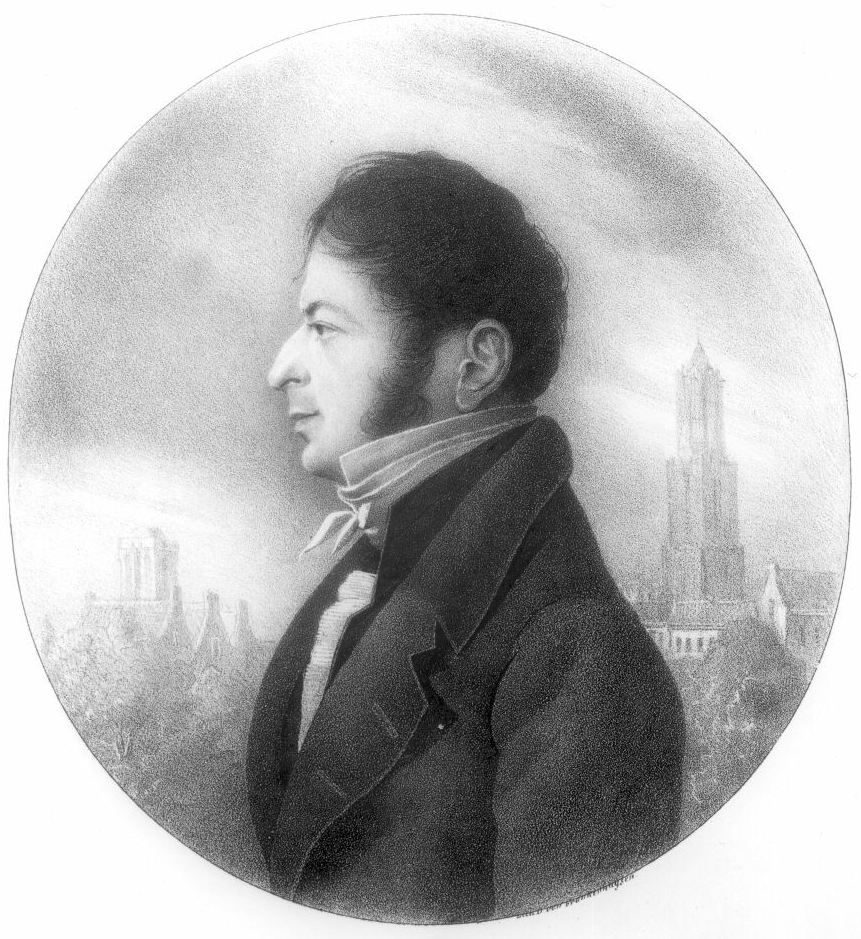
Burmistrz Utrechtu Van Asch van Wijck

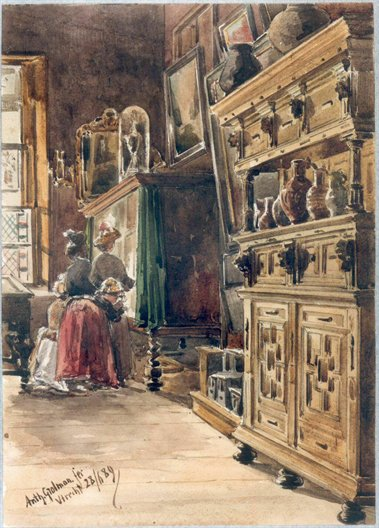
Poprzednik Centraaal Museum – Utrechtse Stedelijk Museum (1889)

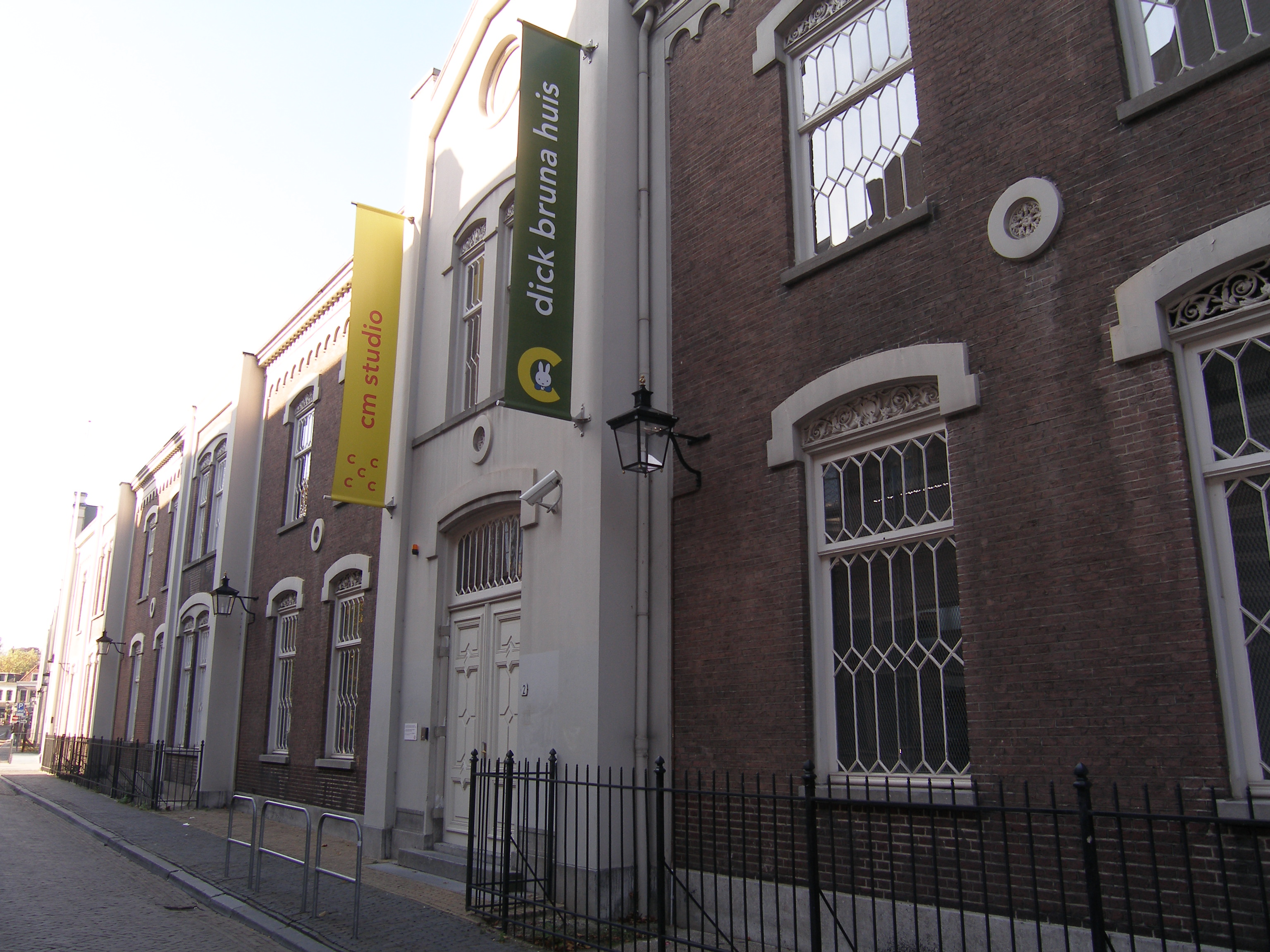
het dick bruna huis

Centraal Museum jest najstarszym muzeum miejskim w Holandii. Historia jego sięga 1830 roku, kiedy w czterech pokojach na najwyższym piętrze ratusza w Utrechcie otwarto niewielkie muzeum. Nadzór nad jego kolekcją, składającą się początkowo głównie z antyków, sprawował archiwista miejski. Muzeum oficjalnie otwarto dla publiczności w dniu 5 września 1838 roku. Wydano też katalog pod tytułem "Verzameling van Oud Beeldwerk en ander oudheden, Tekeningen en Schilderijen, meeste betrekking hebbend op de Stad Utrecht" ("Kolekcja rzeźb antycznych i innych zabytków, rysunków i obrazów, odnoszących się głównie do miasta Utrecht"). Motorem napędowym ówczesnego Utrechtse Stedelijk Museum (Miejskiego Muzeum Starożytności) był miłośnik historii, burmistrz Van Asch van Wijck (1774–1843).
Do odnowy i reorganizacji muzeum przyczynił się Samuel Muller Fz., który objął urząd kustosza w 1874 roku. Pod jego kierownictwem muzeum w 1891 roku przeniosło się do budynku Het Hoogeland przy Biltstraat.
W 1921 roku (lub w 1920) Centraal Museum zostało ulokowane w byłym klasztorze św. Agnieszki przy Nicolaaskerkhof. Od średniowiecza dawny klasztor miał kolejno był używany jako fabryka, sierociniec i koszary. Połączono wówczas różne kolekcje prywatne w jedno "centralne" muzeum. Stąd jego nazwa: Centraal Museum. W XX wieku działalność muzeum koncentrowała się na gromadzeniu zasobów sztuki współczesnej oraz mody i wzornictwa. Muzeum posiada największą na świecie kolekcję dzieł architekta i projektanta mebli Gerrita Rietvelda.
W ciągu swej historii budynek był kilkakrotnie odnawiany, rozbudowany i przebudowany. W roku 1989 architekt Mart van Schijndel podjął się zadania przekształcenia dawnej stajni w sale wystawowe i połączenie ich podziemnym przejściem z budynkiem głównym. Ostatnia renowacja miała miejsce w 1999 roku i przeprowadzona została pod nadzorem flamandzkich architektów Stéphane’a Beela, Lievena Achtergaela i Petera Versseputa. Budynek muzeum otrzymał wówczas nowe, szklane wejście od strony kościoła św. Mikołaja oraz pięciokondygnacyjną wieżę ze schodami i windą. Znany holenderski projektant Richard Hutten zaprojektował nową księgarnię i restaurację.

### Ważne daty
- W 1930 roku wydobyto z Van Hoornekade i wyeksponowano stary okręt, liczący ok. 1000 lat, będący dziś wizytówką Centraal Museum. Kadłub okrętu o wymiarach 17,8 x 3,8 m został wykonany z wydrążonego dębu. Badania pierścieni drzewa wykazały, że okręt został zbudowany w latach 997–1027[1].
- W 1987 roku otwarto dla publiczności Dom Rietvelda. Zaprojektowany przez Gerrita Rietvelda budynek po śmierci jego ostatniej właścicielki Truus Schröder w 1985 roku znalazł się w gestii Fundacji im. Rietvelda-Schröder. Po renowacji dom znalazł się pod zarządem Centraal Museum[1].
- W 1990 roku włączono w skład zbiorów Centraal Museum XVIII-wieczny dziedziniec Oud-Amelisweerd, dotychczas własność gminy Utrecht[1].
- W dniu 18 lutego 2006 roku otworzył swoje podwoje „het dick bruna huis”, usytuowany naprzeciwko Centraal Museum. Jest to jeden z działów muzeum. Znajduje się w nim zbiór prac autora książek dla dzieci, grafika i ilustratora Dicka Bruny (ur. 1927)[1].

## Zbiory
W zbiorach Centraal Museum znajduje się ponad 50000 eksponatów, w tym: 1678 obrazów, 6064 rysunki, 1613 listów, 1505 okładek na książki, 1639 mebli i innych przedmiotów użytkowych. 
Zbiory obrazów to głównie dzieła malarzy holenderskich, w tym pochodzących z Utrechtu: caravaggianistów: Gerarda van Honthorsta (9 obrazów) i Hendricka ter Brugghena (7 obrazów) oraz Joachima Wtewaela (11 obrazów) i Paulusa Moreelse (12 obrazów). W muzealnej kolekcji znajduje się też 16 obrazów prekursora włoskiego renesansu w Holandii, Jana van Scorela.
Wiek XIX reprezentuje przede wszystkim 5 obrazów Vincenta van Gogha.
Spośród współczesnych twórców holenderskich na uwagę zasługuje 26 obrazów Theo van Doesburga.

### Galeria

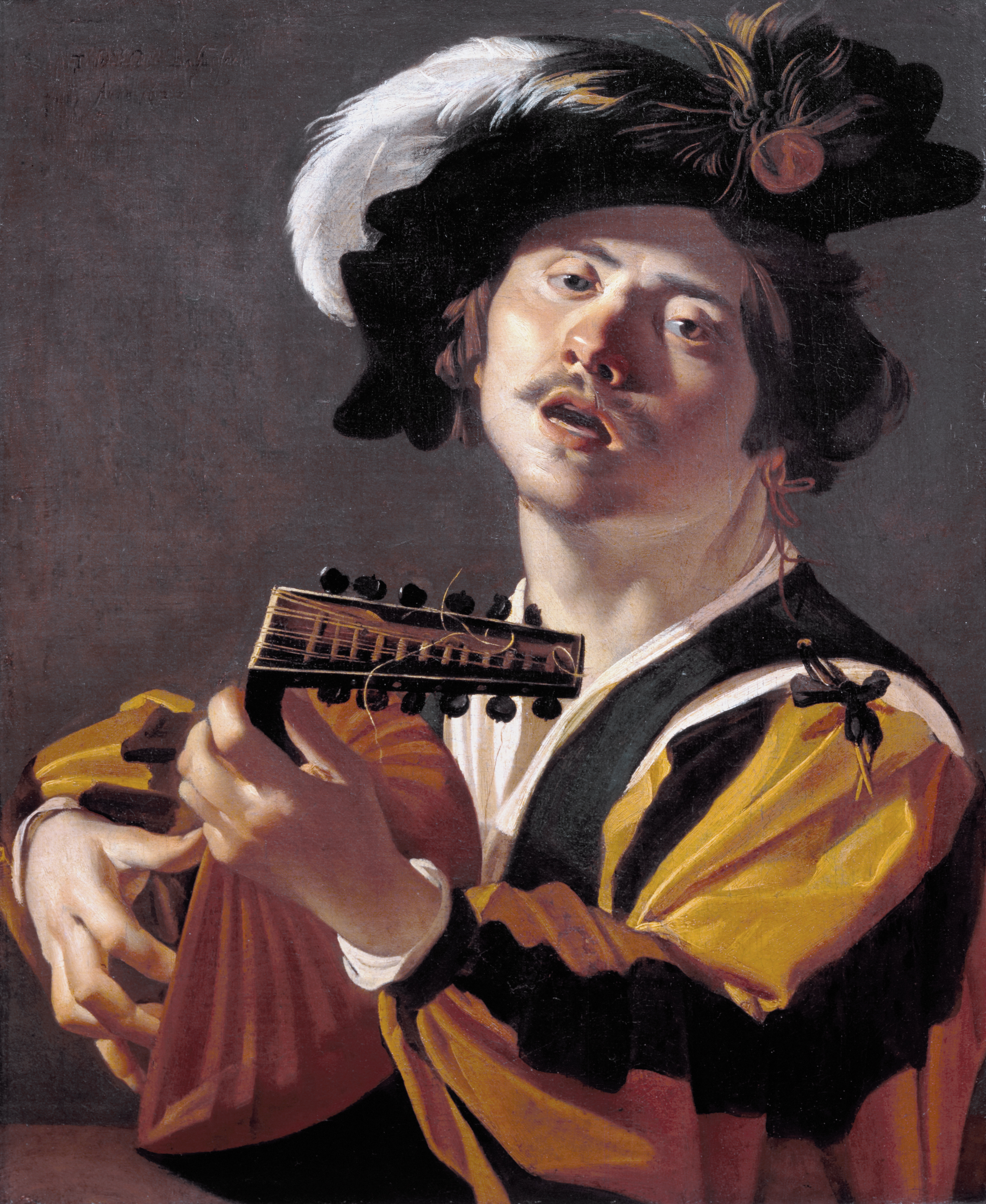
Dirck van Baburen, Lutnista, 1622
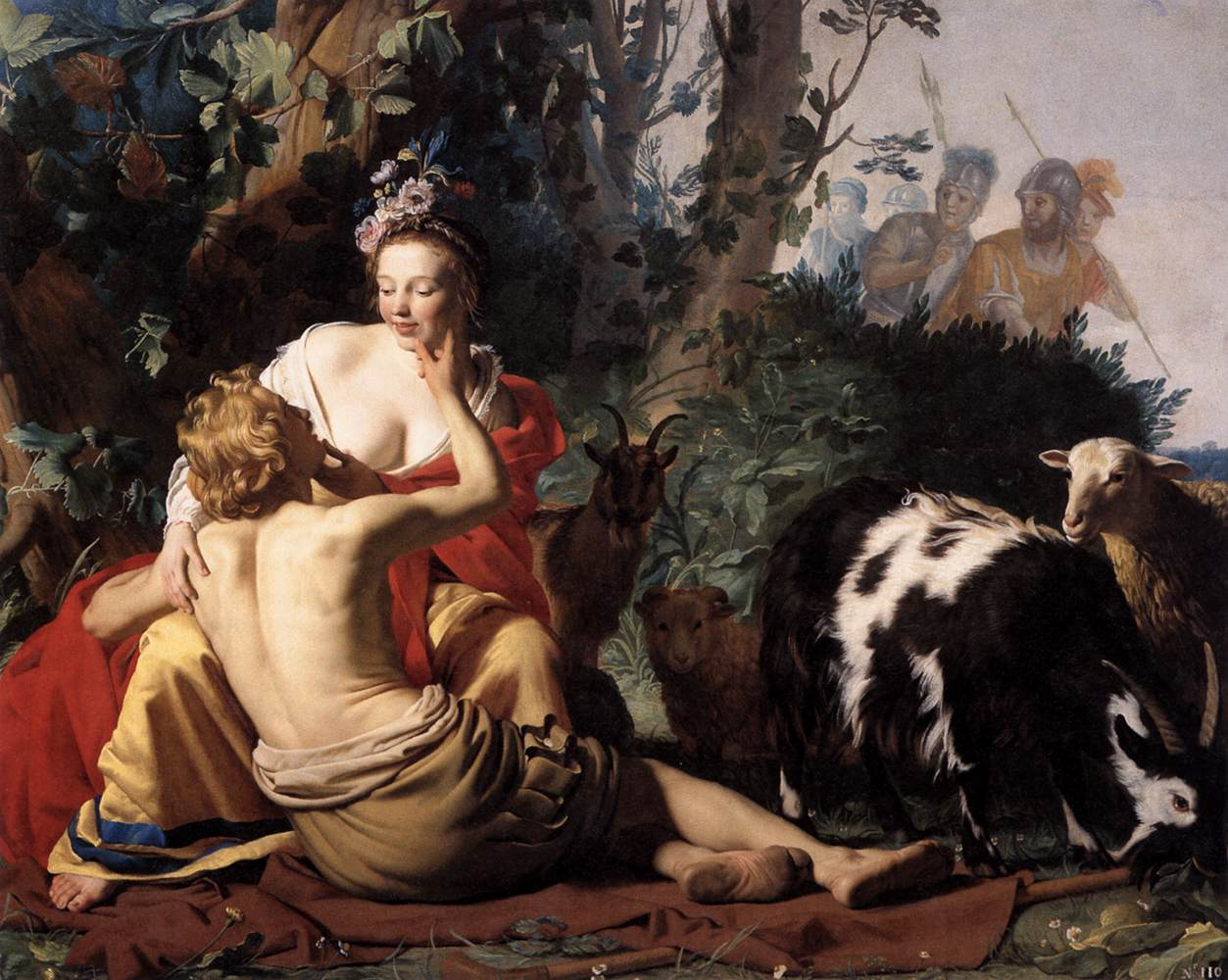
Gerard van Honthorst, Granida i Daifilo, 1625
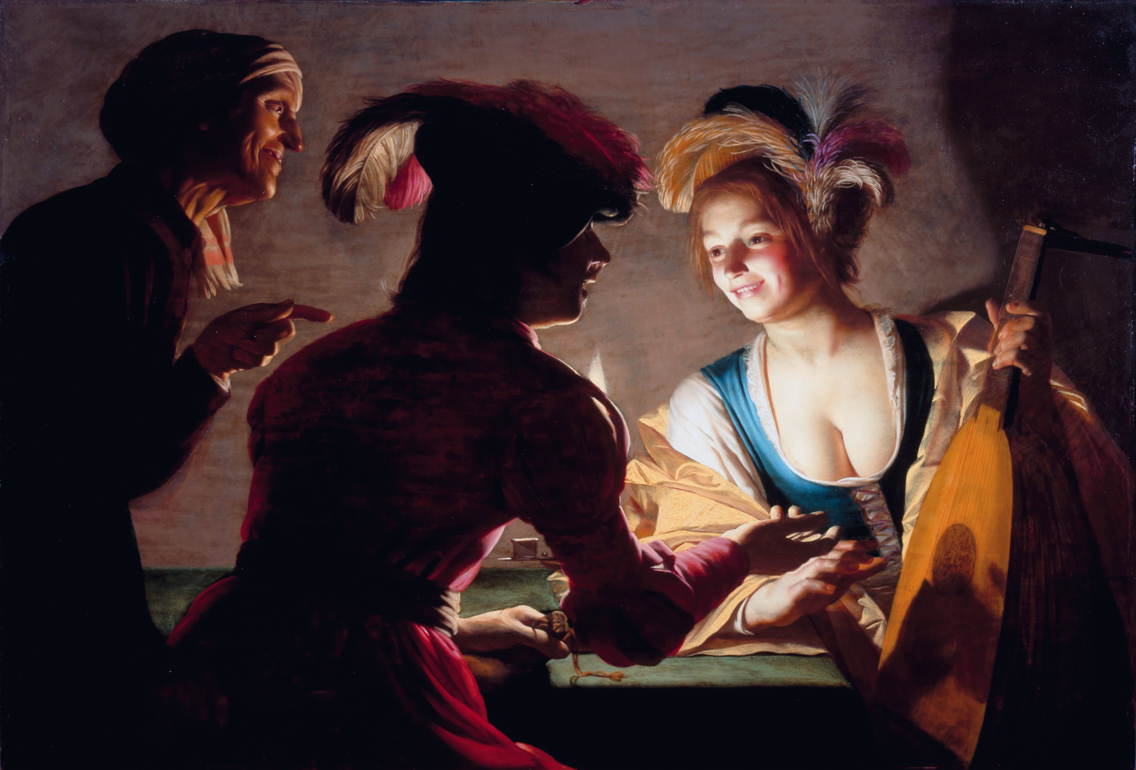
Gerard van Honthorst, Stręczycielka, 1625
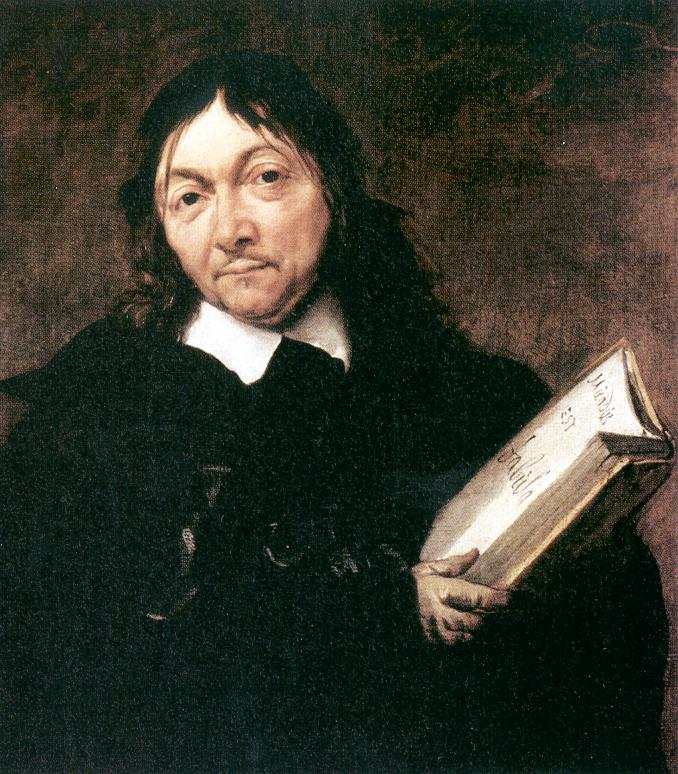
Jan Baptist Weenix, Portret Kartezjusza, ok. 1647-1649
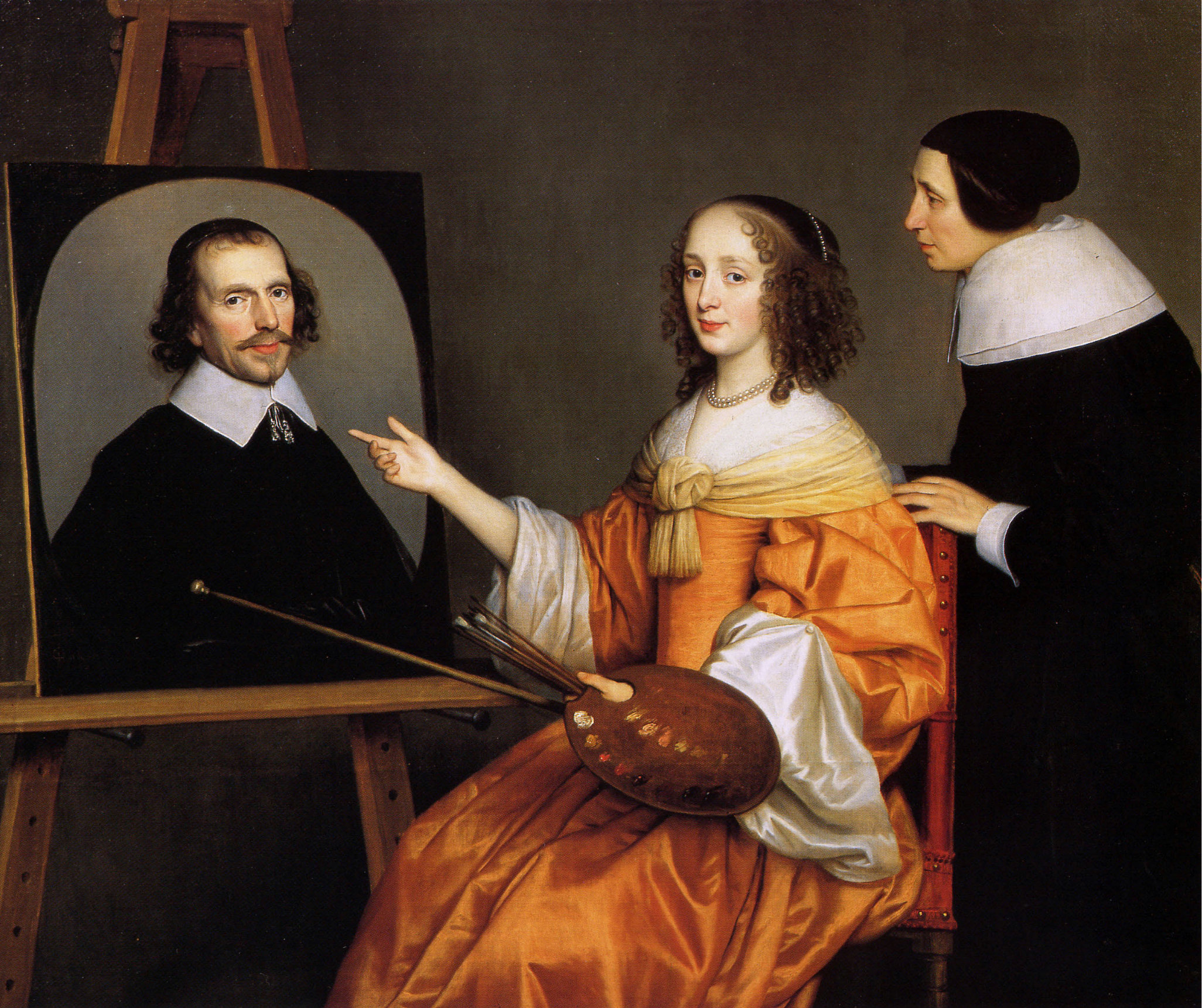
Gerard van Honthorst, Margareta Maria de Roodere i jej rodzice, 1652
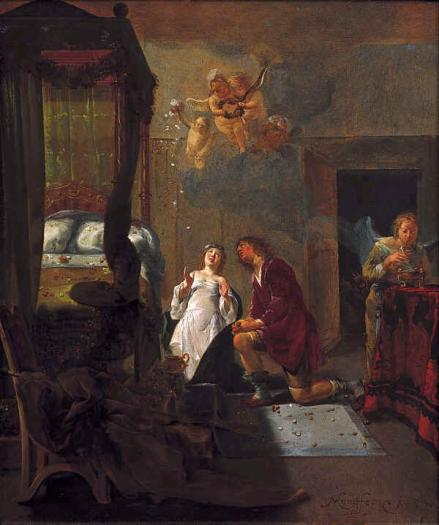
Nicolaus Knüpfer, Tobiasz i Sara, 1654
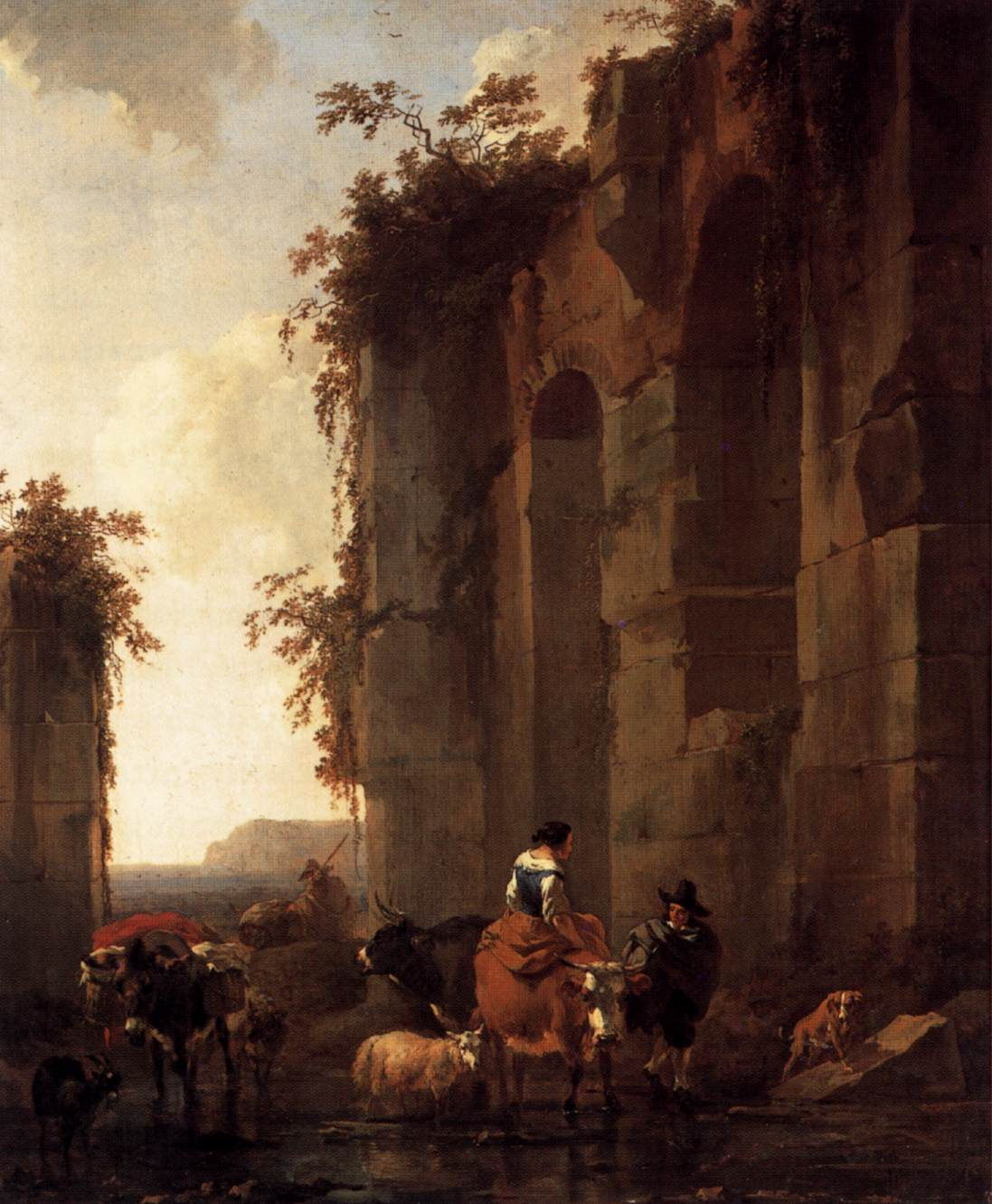
Nicolaes Berchem, Ruiny we Włoszech, 1658
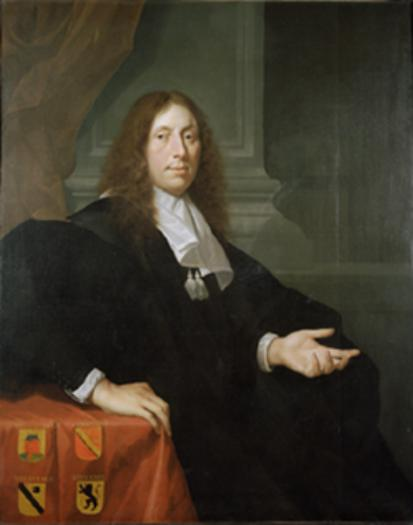
Johannes van Wijckersloot, Portret Lamberta van Velthuysena, 1665

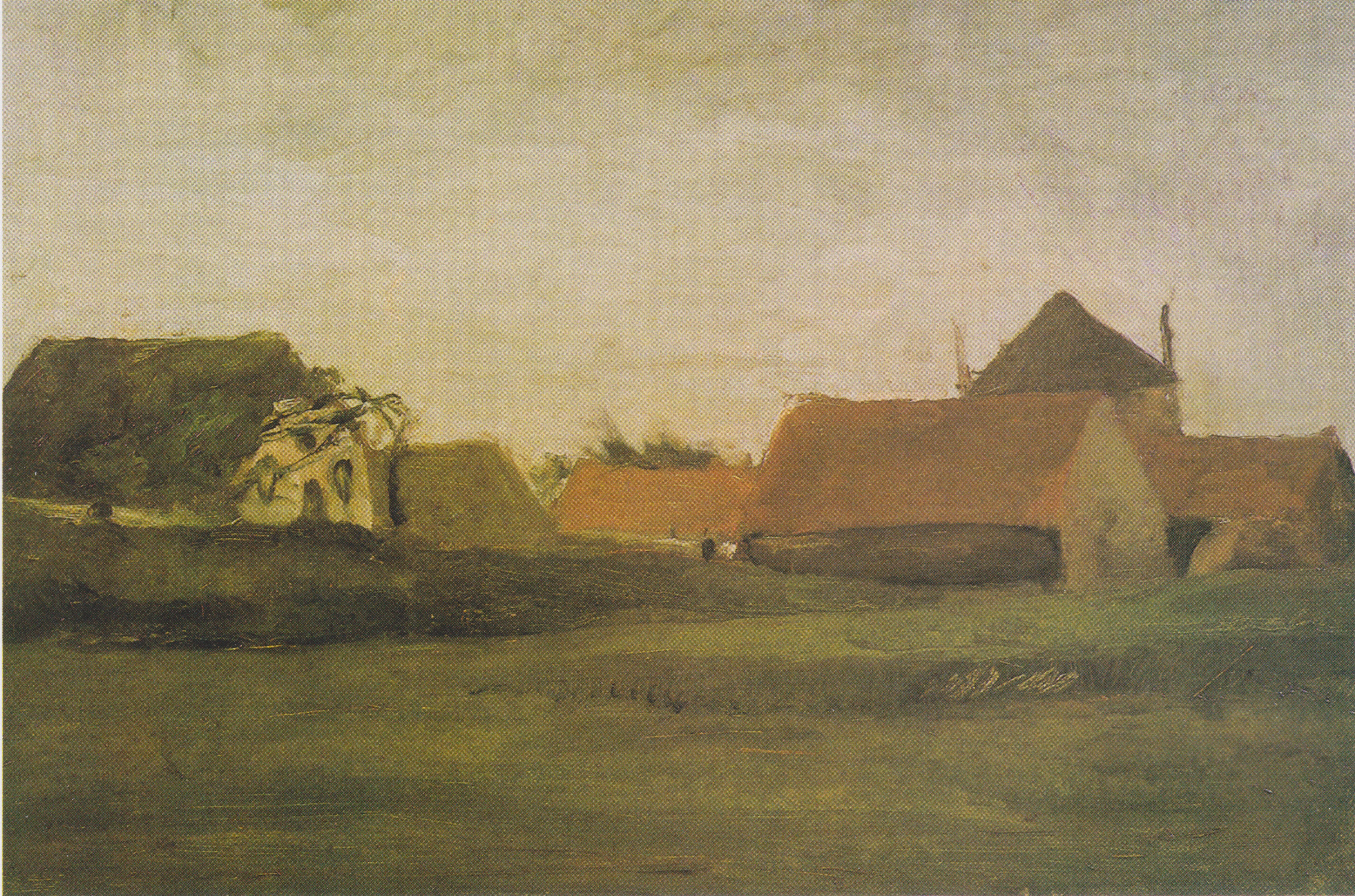
Chłopskie zagrody w Loosduinen koło Hagi w porannej mgle, 1883
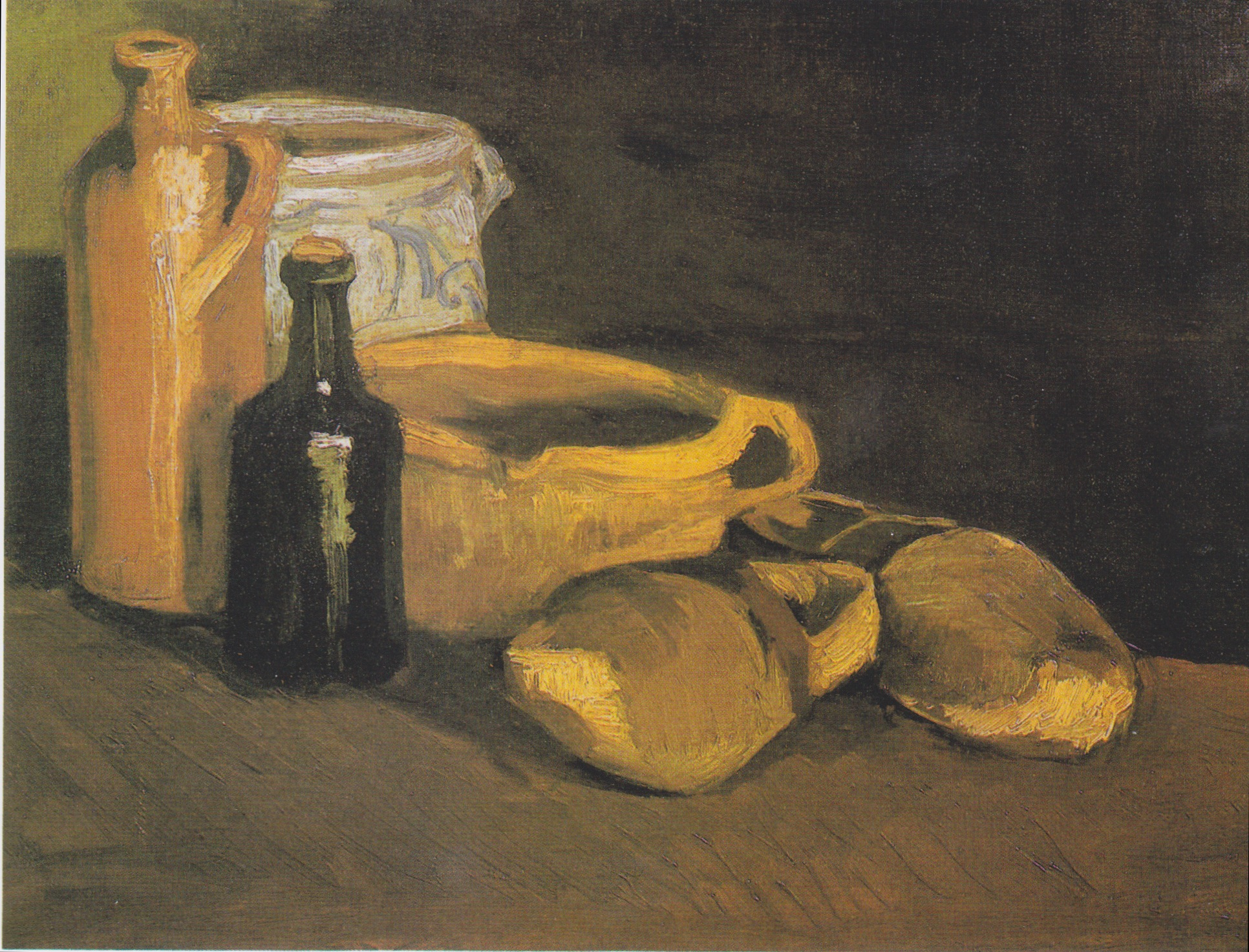
Martwa natura z chodakami i naczyniami, 1884
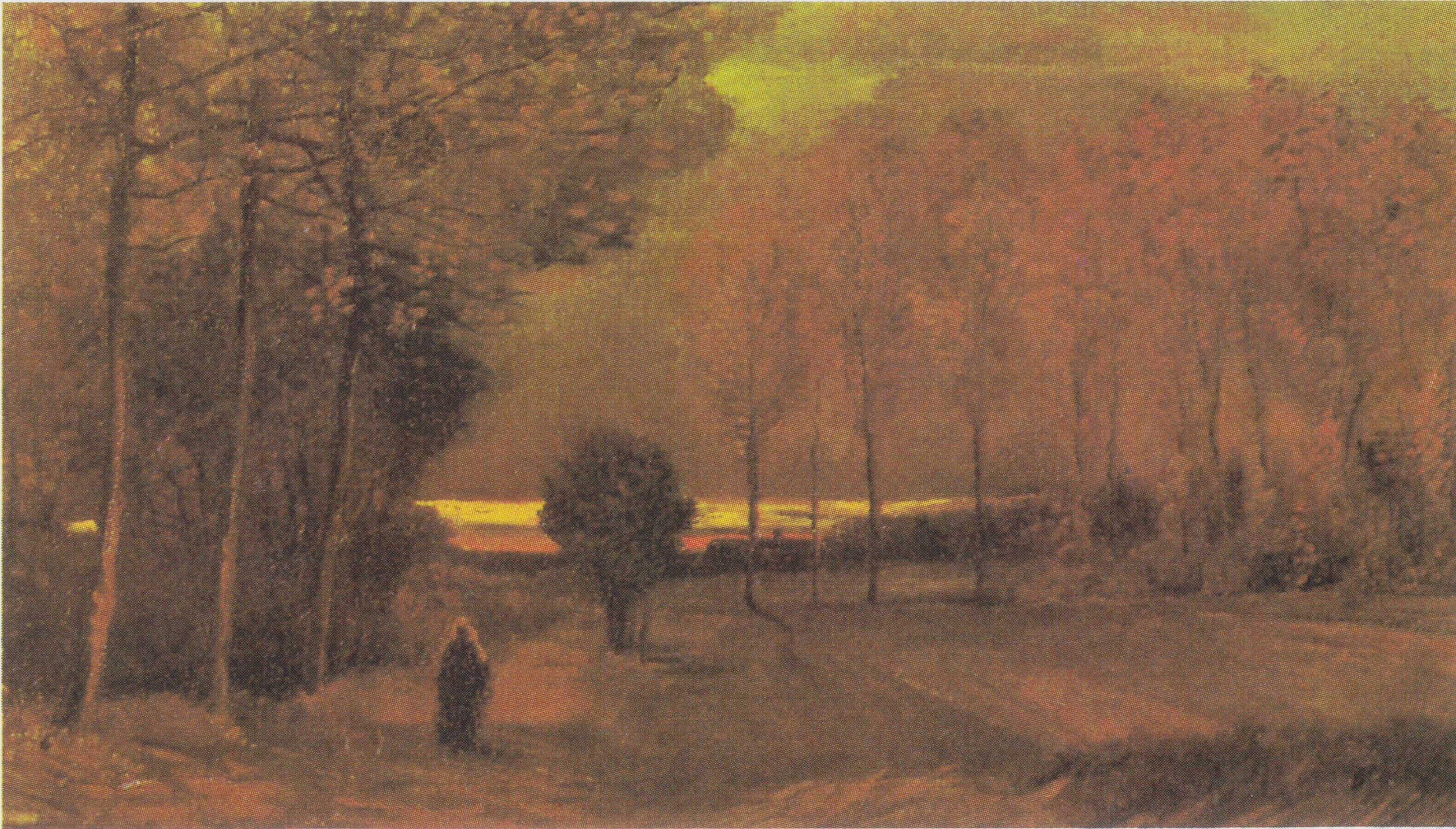
Pejzaż jesienny o zmierzchu, 1885
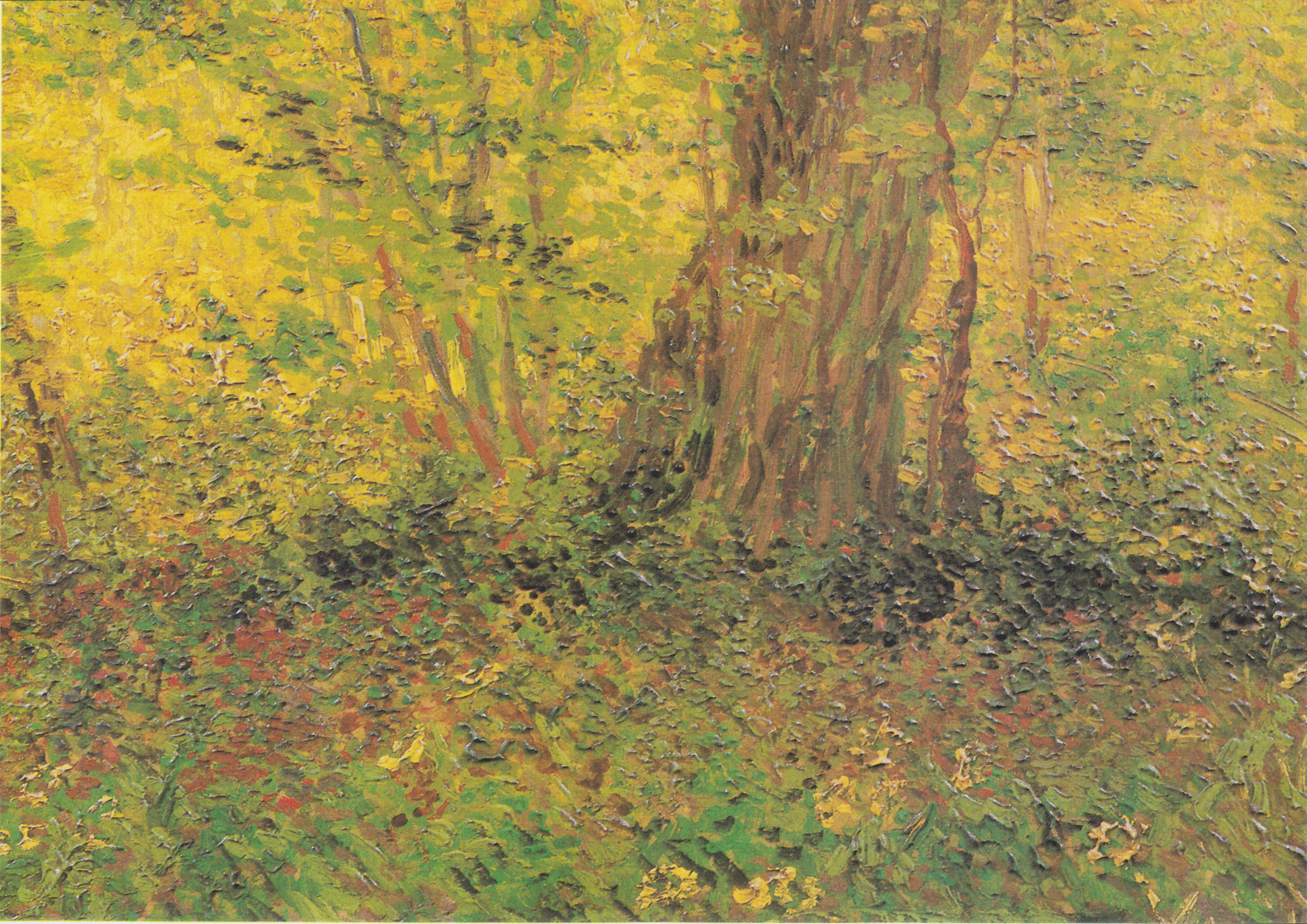
Poszycie leśne, 1887

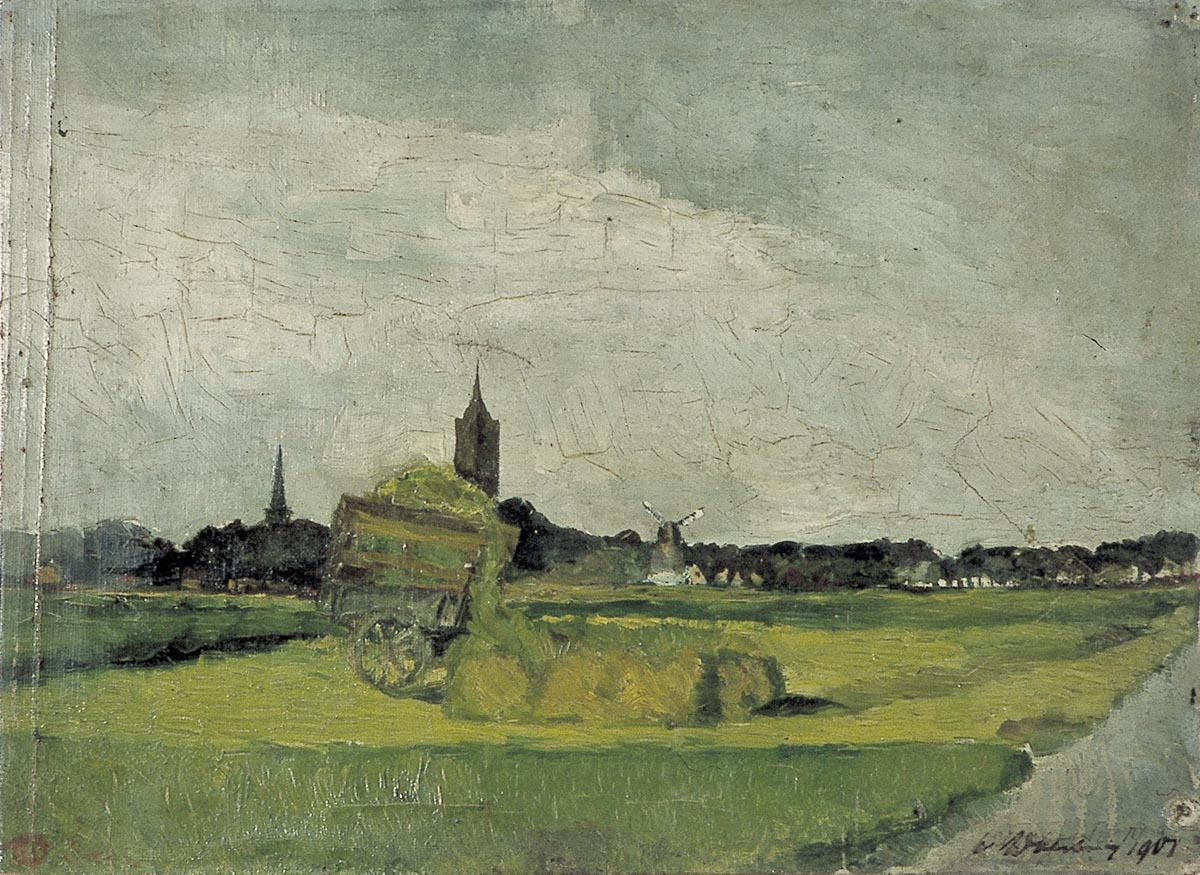
Pejzaż z wozem do siana, wieżą kościelną i wiatrakiem, 1901
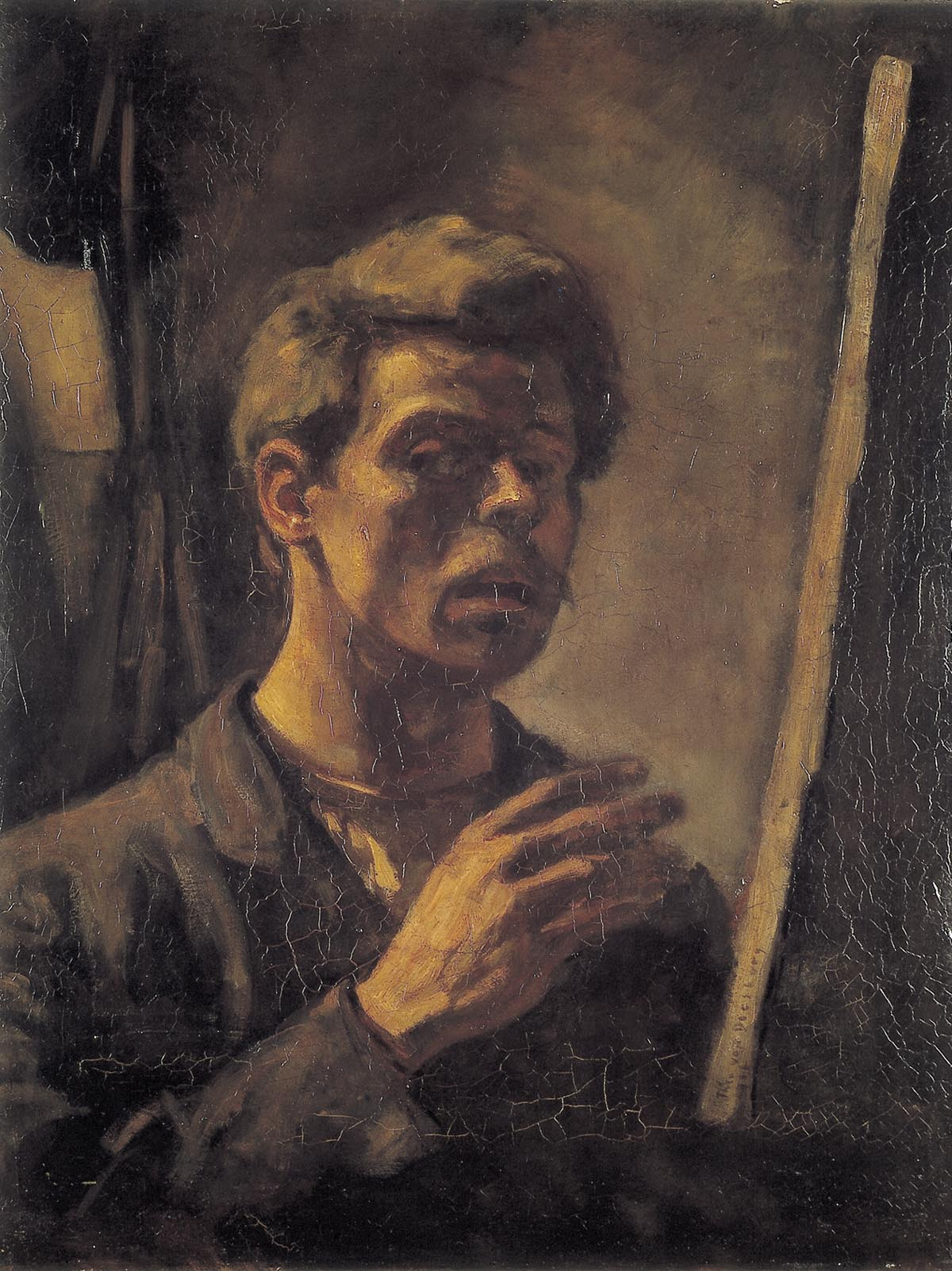
Autoportret, 1906
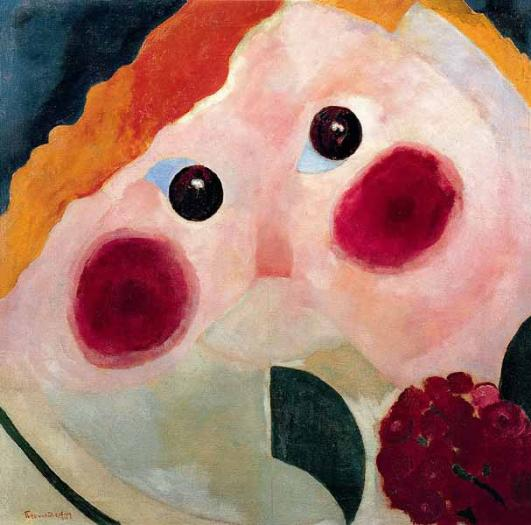
Dziewczyna z jaskrami, 1914
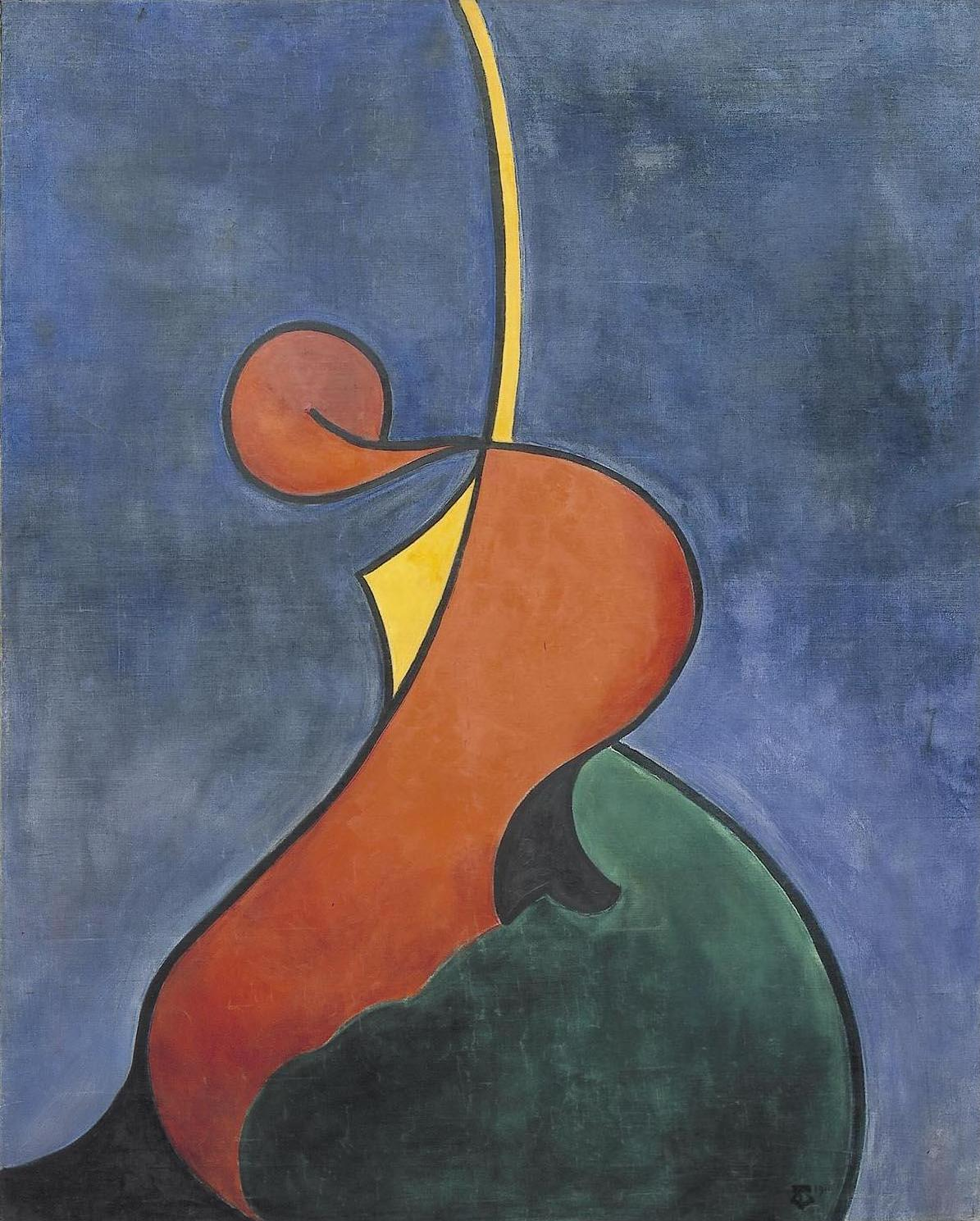
Mouvement héroïque, 1916